# Academia de Ciencias Físicas, Matemáticas y Naturales
La Academia de Ciencias Físicas, Matemáticas y Naturales es una institución científica de Venezuela cuyo objetivo general es impulsar la enseñanza de la ciencia en el país. Es una de las cinco Academias de Venezuela y fue creada por Ley del Congreso de los Estados Unidos de Venezuela del 19 de junio de 1917. Sin embargo los primeros Individuos de Número de dicha institución no se incorporaron hasta el año de 1933, fecha en la que efectivamente comenzó a operar la misma.
La Academia es regida por la Ley de la Academia de Ciencias Físicas, Matemáticas y Naturales y tiene su sede actual en el antiguo recinto de la Universidad Central de Venezuela en el Palacio de las Academias. El edificio lo comparte con las otras cuatro academias nacionales: la Academia Nacional de la Historia; la Academia Nacional de Medicina de Venezuela,  la Academia Venezolana de la Lengua y la Academia de Ciencias Políticas y Sociales. Adicionalmente, la academia es miembro del "the Interacademy Partnership",
bajo el marco de la InterAcademy Partnership (IAP), alrededor de 150 academias nacionales, regionales y globales trabajan conjuntamente para apoyar el papel esencial de la ciencia en la búsqueda de soluciones basadas en evidencia para los problemas más complejos del mundo.

## Organización
La Academia está integrada por 30 Individuos de Número, 20 Miembros Correspondientes Nacionales y 30 Extranjeros. Todos ellos son escogidos por la Academia y representan las diversas disciplinas sobre las cuales trabaja. Son elegibles todas las personas con una trayectoria destacada en las respectivas especialidades y de demostrada probidad moral. Además, deben tener una visión global de las ciencias, entre otras cosas.
Los órganos administrativos de la Academia son:
- La Asamblea (constituida por los Individuos de Número)
- Junta Directiva.

Las actividades se hacen a través de 11 Comisiones de Trabajo, Comisiones ad hoc y Fundaciones con programas específicos.

## Objetivos
Las reuniones de la Academia se llevan a cabo en el Salón de Sesiones de la misma en el Palacio de las Academias de Caracas, donde se discute el fomento de las Ciencias Físicas, Matemáticas y Naturales, y se promueven acciones en el ámbito nacional e internacional para el logro de una difusión y un fortalecimiento de estas ciencias y sus aplicaciones. 
El objetivo es estimular por medio de publicaciones, conferencias, congresos, seminarios y otros medios. Además, se encarga de honrar la memoria de los venezolanos que se hayan distinguido en esas ciencias o que les hubiesen prestado servicios notables.

### Actividades Especiales
Estas son actividades por la Academia para promover sus objetivos o cumplir las obligaciones de la institución. Entre las actividades especiales se encuentran los foros, seminarios, talleres, sesiones especiales y sesiones solemnes.

### Actividades Científicas
Todas las actividades científicas de la Academia son desarrolladas a través de la Fundación para el Desarrollo de las Ciencias Físicas, Matemáticas y Naturales (FUDECI), institución creada para este fin el 7 de junio de 1973. Las actividades de FUDECI incluyen expediciones científicas internacionales, proyectos de biodiversidad, granjas experimentales y otros proyectos especiales.
Históricamente, algunas de las actividades científicas más memorables, incluyendo algunas en progreso, son:
- Expedición Científica a la serranía de Tapirapecó, Estado Amazonas, 1989.
- Expedición Científica al Cerro Guaiquinima - 1990
- Expedición Científica al parque nacional Cerro La Neblina 1983 - 1985
- Proyecto: Estudio de factibilidad de la cría comercial de la lapa.
- Proyecto: Estudio de factibilidad de la cría familiar del chiguire.
- Proyecto: Isla de Aves. (Información)

## Premios
- Premio Anual de Investigación de la Academia reconoce el trabajo de científicos que realicen aportes al conocimiento universal.
- Premio Dr. Arnoldo Gabaldón premia las contribuciones de científicos menores de 40 años en los campos de la biología, física, química, matemática, ciencias de la tierra, agroindustria, ingeniería y tecnología.
- Premio Fundación Dr. Juan Alberto Olivares reconoce la trayectoria y los logros de destacados científicos venezolanos (o extranjeros que hayan hecho su carrera en Venezuela) cuya obra haya contribuido al conocimiento de las ciencias y al bienestar de la humanidad.
- Premio Mujeres en Ciencias destaca el trabajo de mujeres científicas que hacen carrera en el país y que hayan realizado aportes a la institucionalización de la ciencia, la formación de científicos especializados y la generación de nuevos conocimientos.
- Premio Luis y Juli Carbonell premia el trabajo y los aportes de investigadores en materia medioambiental, la conservación de la naturaleza y la educación y concienciación sobre la importancia de proteger el medio ambiente.
- Premio Academia de Ciencias Físicas, Matemáticas y Naturales “Estudiante de Ciencia del Año” reconoce el desempeño académico y científico de estudiantes de ciencias de pregrado y posgrado para apoyar su vocación científica, motivarlos para que desarrollen su potencial y valorar sus méritos como estudiantes.